# IC 827
IC 827 је спирална галаксија у сазвјежђу Береникина коса која се налази на листи објеката дубоког неба у Индекс каталогу.
Деклинација објекта је + 16° 16' 59" а ректасцензија 12h 51m 55,0s. Привидна величина (магнитуда) објекта IC 827 износи 14,3 а фотографска магнитуда 15,2. IC 827 је још познат и под ознакама UGC 8008, MCG 3-33-14, CGCG 100-14, IRAS 12494+1633, PGC 43607.